# Universidad de Wake Forest
La Universidad de Wake Forest (Wake Forest University en idioma inglés) es una universidad privada ubicada en Winston-Salem, Carolina del Norte (Estados Unidos de América).
Su nombre se debe a que anteriormente, hasta 1956, estaba ubicada en Wake Forest.

## Historia
Se fundó después de que la convención estatal de Carolina del Norte de las Iglesias bautistas comprase en 1834 una finca de 600 acres (2.4 km²) en el condado de Wake para ubicar un centro de enseñanza que formase tanto a los ministros bautistas como a los laicos. Se denominó Wake Forest Manual Labor Institute, y en 1838 se cambió de nombre a Wake Forest College. Tras cobrar auge los estudios de postgrado, la institución adoptó su denominación actual de Wake Forest University en 1967. En 1986 la universidad ganó autonomía de la convención de Iglesias bautistas, aunque mantiene una estrecha relación con ella.

## Deportes
Wake Forest  compite en la Atlantic Coast Conference de la División I de la NCAA.